# Bonnal (Luxemburg)
Bonnal (en luxemburguès: Bommel; en alemany: Bonnal) és una vila de la comuna de Esch-sur-Sûre, situada al districte de Diekirch del cantó de Wiltz. Està a uns 37 km de distància de la ciutat de Luxemburg.

## Història
Bonnal era una vila i la principal ciutat de la ciutat de Neunhausen fins a la fusió formal d'aquesta última amb Esch-sur-Sûre l'1 de gener de 2012.